# Henrik Corte
Henrik Corte, död 1682 i Brahestad, var en fogde och ledamot av svenska ståndsriksdagen. Han var far till Henrik Corte (1647–1706).
Henrik Corte härstammade troligen från Lübeck, varifrån han emigrerade till Stockholm. I början av 1640-talet slog han sig ned i Uleåborg som affärsombud för handlaren och fabrikören Henrik Spiring. Han gjorde sig dock snart oberoende och var 1646–1647 fogde i Norra Österbottens län. Han förblir dock borgare i Uleåborg och anlägger tillsammans med landsfogden Johan Bochmöller 1649 ett bryggeri i staden på uppmaning av Per Brahe. 1650 utnämndes han till borgmästare i den nyanlagda staden Salo, vilken 1652 blev Per Brahes förläning och därmed fick namn ändrat till Brahestad. Samtidigt kom han från 1652 att fungera som fogde i Salo socken och uppbördsman åt Per Brahe. I samband med sin flytt från Uleåborg till Brahestad tog han med sig en mängd hantverkare och fortsatte även sin handelsverksamhet, bland annat som en betydande exportör av tjära. Corte fick rykte om sig i sin gärning som fogde skydda bönderna mot övergrepp, men styrde Brahestad enväldigt. Som borgmästare var han stadens representant vid riksdagarna 1672 och 1675.